# Mark Corcoran
Mark Corcoran est un footballeur écossais né le 30 novembre 1980 à Perth en Écosse. Il évolue au poste de milieu de terrain.
Mark Corcoran a joué 66 matchs en 1re division écossaise avec les clubs de St Mirren et d'Hamilton Academical.

## Palmarès
- Champion d'Écosse de D2 en 2006 avec St Mirren